# 24 ساعة علي كريجزليست
24 ساعة علي كريجزليستهو فيلم وثائقي أمريكي صدر عام 2004 يسلط الضوء على الأشخاص والقصص وراء منشورات يوم واحد على موقع الإعلانات المبوبة كريجزليست . تم إنتاج الفيلم بموافقة مؤسس كريجزليست، كريج نيومارك، وهو مكون من مقابلات مع مستخدمي الموقع، الذين وافقوا جميعًا على التواصل مع فريق الإنتاج عندما قدموا منشوراتهم في 4 أغسطس 2003. عُرض الفيلم الوثائقي في تسعة مهرجانات سينمائية خلال عامي 2004 و2005، وحاز على جائزة "أفضل فيلم وثائقي طويل"، كما عُرض في دور سينما محدودة في عامي 2005 و2006. تم إصدار الفيلم على DVD في 25 أبريل 2006.

## الانتاج
استلهم المخرج مايكل فيريس جيبسون، الفكرة في ليلة من بداية عام 2003 أثناء تصفحه لجميع فئات كريجزليست في سان فرانسيسكو. بعد ثلاث ساعات، خطرت له فكرة "24 ساعة على كريغزلست". وبعد خمس ساعات إضافية لصياغة خطة العمل، تواصل مع كريغ نيومارك بشأن الفكرة. وبعد يومين، التقى جيبسون بجيم باكماستر، الرئيس التنفيذي كريجزليست ، وكريج نيومارك لمناقشة مفهوم الفيلم وهو إنتاج الفيلم بالكامل من كريجزليست حيث تم اخيار الطاقم والممثلين والموسيقى من الموقع نفسه.

## الجوائز
- أفضل فيلم وثائقي طويل - مهرجان Toofy السينمائي 2005
- أفضل فيلم محلي - جوائز اختيار قراء East Bay Express 2006